# Facultatea de Științe Umaniste a Universității Caroline
Facultatea de Științe Umaniste a Universității Caroline (în cehă Fakulta humanitních studií Univerzity Karlovy, acronim FHS UK) este cea mai veche facultate a Universității Caroline din Praga (Cehia). 
Ea oferă studii de licență, master și doctorat ulterioare într-o serie de domenii umaniste și științe sociale, unele dintre ele și în limbi străine. În 2019 a avut 2.647 de studenți. Coloana vertebrală a activităților științifice și de cercetare ale facultății este domeniul antropologiei sociale și culturale.

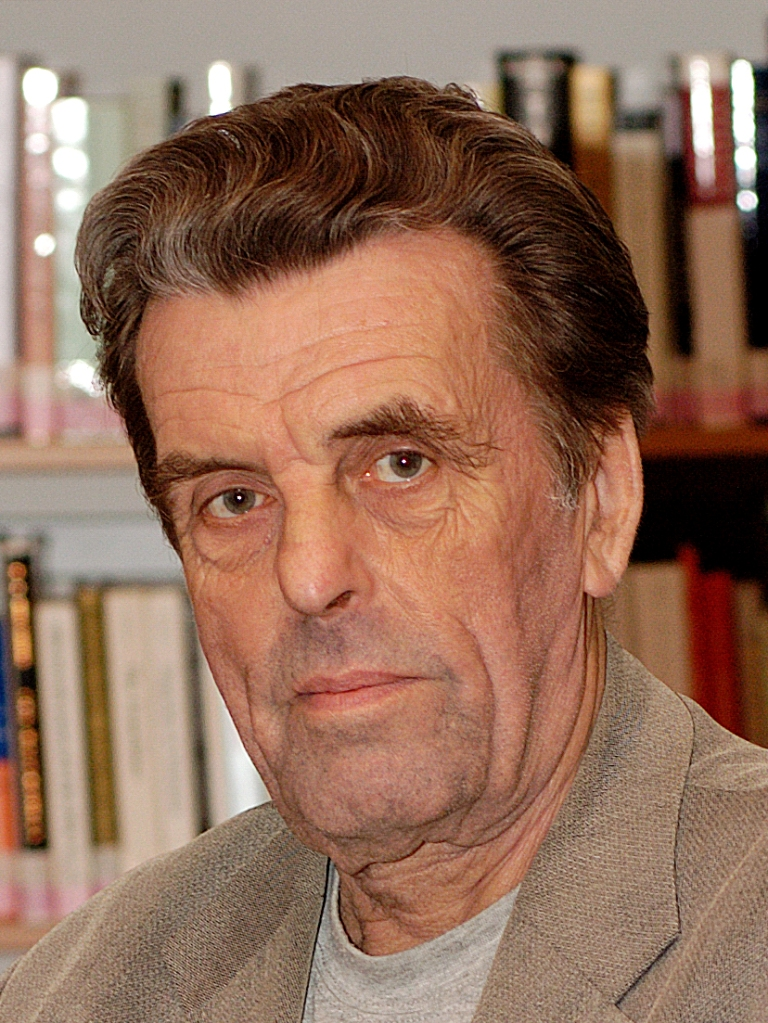
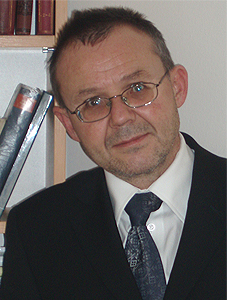
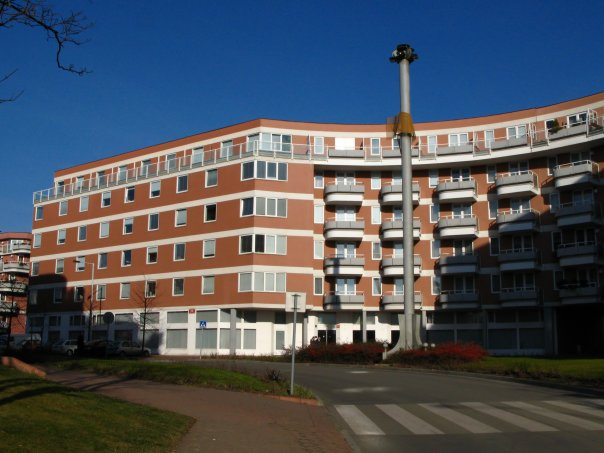